# Dagmara Winiarczyk
Dagmara Magdalena Winiarczyk – polska lekarka weterynarii, doktor habilitowany nauk weterynaryjnych.

## Kariera naukowa
W 2011 roku uzyskała tytuł lekarza weterynarii, nadanego przez Uniwersytet Przyrodniczy w Lublinie. 
18 stycznia 2018 roku ukończyła studia doktoranckie na kierunku nauki weterynaryjne na Katedrze i Kliniki Chorób Wewnętrznych Zwierząt Uniwersytetu Przyrodniczego w Lublinie na podstawie pracy pt. Przydatność proteomiki w rozpoznawaniu nefropatii różnego pochodzenia u psów.
Od 2011 roku zatrudniona jest w Uniwersytecie Przyrodniczym w Lublinie.
21 marca 2024 roku uzyskała stopień doktora habilitowanego nauk weterynaryjnych w dyscyplinie weterynarii na Uniwersytecie Przyrodniczym w Lublinie na podstawie rozprawy pt. Doskonalenie diagnostyki cukrzycy u psów ze szczególnym uwzględnieniem proteomiki.